# Ege Tıknaz
Demir Ege Tıknaz (* 17. August 2004 in Kadıköy) ist ein türkischer Fußballspieler. Er steht aktuell bei Beşiktaş Istanbul unter Vertrag und ist bis Juni 2025 an Rio Ave FC ausgeliehen.

## Karriere

### Verein
Tıknaz begann seine Karriere 2014 in der Jugendverein von Beşiktaş Istanbul. Am 28. Januar 2021 unterzeichnete er seinen ersten Profivertrag mit dem Klub. Sein Debüt in einem Pflichtspiel für die erste Mannschaft gab er am 27. Juli 2023 in der UEFA Europa Conference League gegen KF Tirana, als er in der Nachspielzeit eingewechselt wurde.
Im September 2024 wechselte Tıknaz auf Leihbasis zum portugiesischen Erstligisten Rio Ave FC.

### Nationalmannschaft
Tıknaz durchlief mehrere Jugendnationalmannschaften der Türkei. Er spielte für die U14, U18, U19 und seit 2023 für die U21-Auswahl. Am 14. März 2025 wurde Tıknaz von Vincenzo Montella in die türkische Nationalmannschaft für die Playoffs 2024/25 der UEFA Nations League gegen Ungarn berufen.